# New Georgia
New Georgia, với diện tích 2.037 km2 (786 sq mi), là hòn đảo lớn nhất trong số các hòn đảo ở Tỉnh Tây, Quần đảo Solomon, và là hòn đảo lớn thứ 200 trên thế giới.

## Địa lý
Đảo New Georgia nằm trong Nhóm New Georgia, một quần đảo bao gồm hầu hết các đảo lớn khác trong tỉnh. Đảo có chiều dài khoảng 85 km (53 mi) x rộng 41 km (25 mi). New Georgia là một phần của ranh giới phía nam của New Georgia Sound. Kolombangara nằm trên Vịnh Kula về phía tây, Choiseul về phía đông bắc, Vangunu ở phía đông nam và Rendova về phía tây nam, băng qua kênh Blanche.
New Georgia là một đảo núi lửa, được bao quanh ở một số nơi bởi một rạn san hô. Điểm cao nhất là núi Masse, với độ cao 860 mét (2.820 ft).
Khí hậu ẩm ướt và nhiệt đới, và hòn đảo này thường xuyên phải hứng chịu các cơn lốc xoáy. New Georgia được bao phủ bởi thảm thực vật dày đặc, trong các khu vực đầm lầy có rừng ngập mặn.

## Dân số
Dân số của hòn đảo là 19.312 người vào năm 1999. Phần lớn dân số cư trú ở bờ biển phía nam; tuy nhiên, khu định cư chính là làng Munda, nằm ở phía tây. Trên bờ biển phía đông nam là làng Sege. Người dân trên đảo nói một số ngôn ngữ Melanesia. Mười ngôn ngữ được sử dụng trên đảo là từ ngữ hệ New Georgia, một nhóm con của các ngôn ngữ Tây Bắc Solomonic trong các ngôn ngữ Đại dương, một nhóm chính của ngữ hệ Austronesian.
Kalikoqu là một bộ tộc ở Đầm phá Roviana ở phía nam của Đảo New Georgia; các chính thể bộ lạc lớn hơn của Saikile và Kalikoqu.

## Lịch sử

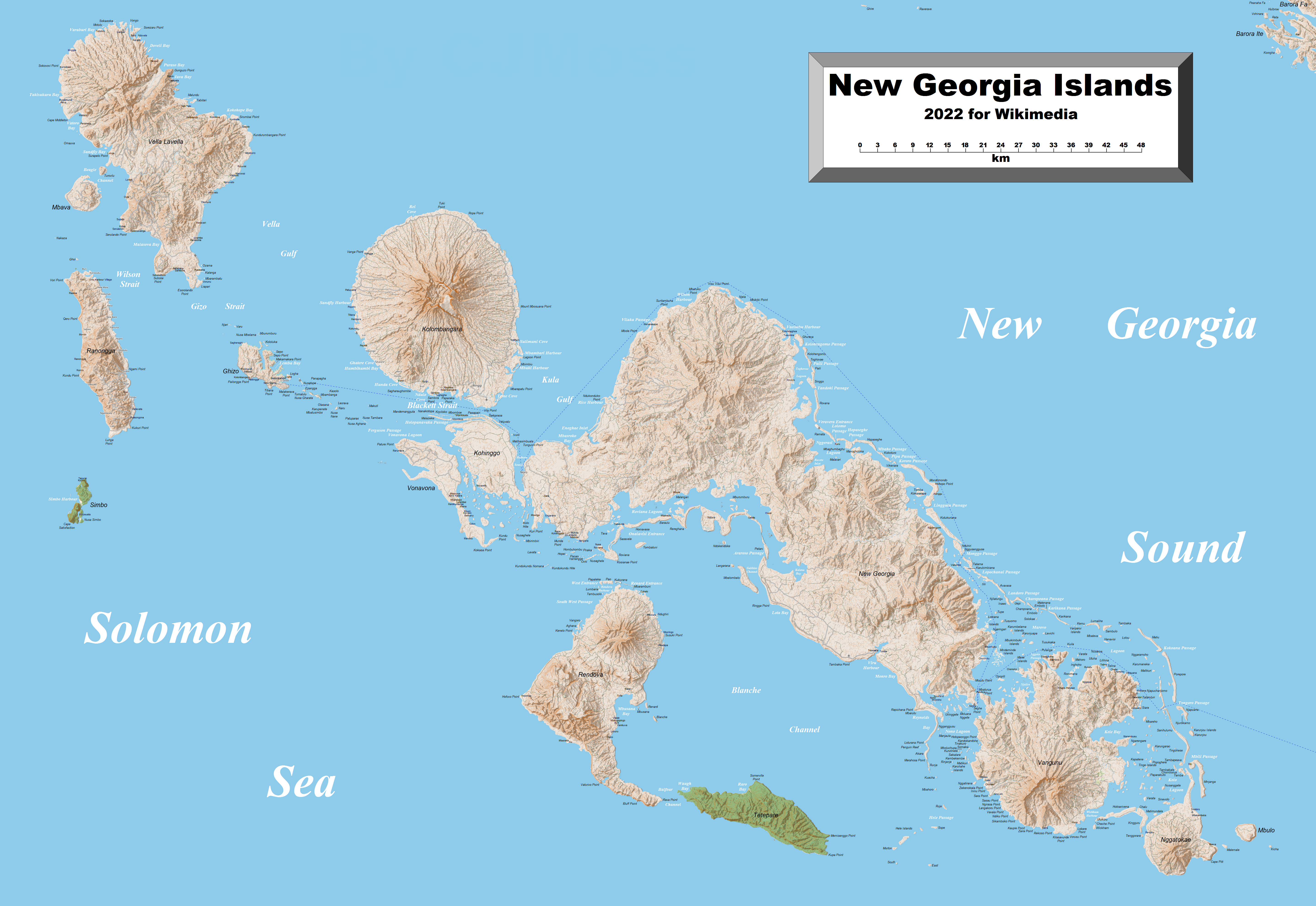
Bản đồ của Quần đảo New Georgia.

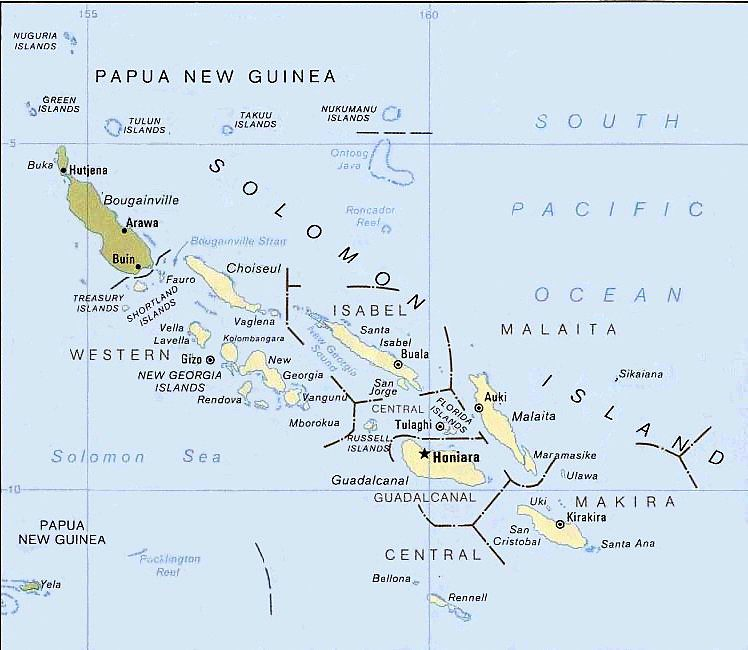
Bản đồ Quần đảo Solomon, với New Georgia nằm ở giữa bên trái.

Phần trung tâm của New Georgia là cái nôi của nền văn hóa Roviana. Một khu phức hợp lớn gồm các đền thờ cự thạch và các công trình kiến trúc khác đã được phát triển vào thế kỷ 13 sau Công nguyên. Sau đó, giữa thế kỷ 15 và 17, người Roviana chuyển đến các đảo chắn nhỏ hơn ở New Georgia với trung tâm ở Nusa Roviana.
Thông qua thương mại và các cuộc thám hiểm săn đầu người, Nusa Roviana đã trở thành trung tâm quyền lực và thương mại của khu vực. Vào cuối thế kỷ 19, sự cai trị của trưởng nhóm săn đầu người cuối cùng, Ingova, đã bị kết thúc bởi một cuộc thám hiểm trừng phạt của người Anh. Vào ngày 15 tháng 3 năm 1893, New Georgia được tuyên bố là một phần của Khu bảo hộ Quần đảo Solomon thuộc Anh
Hội Truyền giáo Giám lý ở New Georgia được thành lập bởi Linh mục John Frances Goldie vào năm 1902. Ông đã thống trị sứ mệnh và nhận được sự trung thành của các thành viên Đảo Solomon trong nhà thờ của ông. Mối quan hệ với các quản lý thuộc địa của Khu bảo hộ Đảo Solomon của Anh cũng gặp khó khăn, vào thời điểm này do sự kiểm soát hiệu quả của Goldie đối với Quần đảo Tây Solomon.
Từ năm 1927 đến năm 1934, Tiến sĩ Edward Sayers làm việc tại phái bộ Methodist, nơi ông thành lập một bệnh viện tại Munda và thực hiện các nghiên cứu thực địa trong việc điều trị bệnh sốt rét.
Kể từ tháng 7 năm 1978, hòn đảo này là một phần của quốc gia độc lập của Quần đảo Solomon.

### Chiến tranh Thế giới II
Hòn đảo đã bị Đế quốc Nhật Bản chiếm đóng trong giai đoạn đầu của Thế chiến thứ hai. Trong Chiến tranh Thái Bình Dương, Chiến dịch New Georgia của Hoa Kỳ đã mở màn bằng cuộc đổ bộ lên New Georgia và các đảo lân cận vào ngày 30 tháng 6 năm 1943. New Georgia được bảo đảm bởi lực lượng Mỹ vào ngày 23 tháng 8, sau nhiều tuần chiến đấu trong rừng rậm khó khăn và đẫm máu, mặc dù chiến sự vẫn tiếp diễn trên một số các đảo lân cận cho đến tháng 10 năm 1943.
Munda, căn cứ của Nhật Bản trên đảo New Georgia, là mục tiêu chính của cuộc tấn công vào hòn đảo này. Căn cứ này không bị tràn cho đến ngày 5 tháng 8 năm 1943. Quân cảng của Nhật Bản tại cảng Bairoko, cách Munda 13 km (8,1 mi) về phía bắc, phải đến ngày 25 tháng 8 mới bị chiếm đóng.